# فريدريش بانزينجر
فريدريش بانزينجر (1 فبراير 1903 - 8 أغسطس 1959) ضابطًا ألمانيًا في قوات الأمن الخاصة خلال الحقبة النازية. شغل منصب رئيس مكتب الأمن الرئيسي لرايخ ( Reichssicherheitshauptamt؛ RSHA ) Amt IV A، من سبتمبر 1943 إلى مايو 1944 والقائد العام لقوات أينزاتسغروبن إيه في دول البلطيق وبيلاروسيا. من 15 أغسطس 1944 ثم لاحقا، وكان رئيس مكتب امن الرابخ آمت الخامس، و إدارة التحقيقات الجنائية (كريبو؛ الشرطة الجنائية)، المعروفة أيضا باسم Reichskriminalpolizeiamt (RKPA). بعد الحرب، كان عضواً في دائرة الاستخبارات الاتحادية الألمانية (BND؛ جهاز الاستخبارات الفيدرالي). انتحر بعد اعتقاله بتهمة ارتكاب جرائم حرب.

## سيرة شخصية
التحق بانزنجر بالمدرسة الليلية وبدأ في دراسة القانون. شارك في اختبار التوظيف للشرطة وتم قبوله كضابط شرطة في الخدمة المدنية. كضابط شرطة في ولاية بافاريا، وعمل مع فرانز جوزيف هوبر، و جوزيف Meisinger، في شوتزشتافل المستقبلية.  أنهى أخيرًا شهادة الحقوق في عام 1932. في صيف عام 1933، انضم إلى كتيبة العاصفة (SA). انضم إلى الحزب النازي برقم عضوية 1،017،341.
في أبريل 1937، انضم إلى شوتزشتافلبرقم عضوية 322،118. ثم تم تعيينه في منصب Kriminalkommissar (كبير المفتشين) في مقر شرطة الولاية في برلين. في 29 يونيو 1940 بدأ العمل في Sicherheitspolizei (SiPo؛ شرطة الأمن) في صوفيا، بلغاريا. في أغسطس 1940، تقلد منصب أمين القسم الرابع أ الجستابو، حيث قام بمهمة محاربة الشيوعية والماركسية والدعاية المعادية داخل ألمانيا النازية حتى 4 سبتمبر 1943.  يتألف مكتب بانزينجر من التقسيمات الفرعية:
- IV A 1 ( الشيوعية، الماركسية والمنظمات الفرعية، جرائم الحرب، الدعاية غير المشروعة): [3] إس إس- شتورمانفانهرر وكريمالينديكتور جوزيف فوغت، من أغسطس 1941 SS-Hauptsturmführer Günther Knobloch
- IV A 2 (التخريب الدفاع ومكافحة التخريب، والشرطة السياسية ضابط الدفاع والتزوير السياسي): [3] إس إس-هوبتستثرمفهرر وKriminalkommissar هورست كوبكو
- IV A 3 (الرجعيون، المعارضة، legitimism، الليبرالية، والهجرة): [3] SS-Sturmbannführer وKrimininaldirektor
- IV A 4 (خدمة الحماية، محاولات الاغتيال، المراقبة، النظام الخاص، فرقة التحقيق): [3] SS- Sturmbannführer و Kriminaldirektor Franz Schulz

### اقتباسات
1. 1 2  TracesOfWar | Friedrich "Fritz" Panzinger، QID:Q98839586
2. ↑  Weale 2010.
3. 1 2 3 4 5  McNab 2009.